# Эффект Бартини
«Эффект Бартини» — явление уменьшения лобового сопротивления и прироста тяги винтов самолёта за счёт компоновки двух моторов тандемом (соосные винты по разные стороны крыла).
Подобная, хотя и не совсем такая компоновочная схема была впервые применена Р. Л. Бартини на первоначальном проекте ДАРа («дальнего арктического разведчика») и испытана в ЦАГИ. Два пропеллера на двух двигателях, расположенных соосно навстречу друг другу, вращались в разные стороны. Кроме того, они были помещены в кольцевой обтекатель в разрезе центроплана (эту схему называли «винт в кольце»), нижняя часть кольца образовывалась корпусом самолёта. При испытании модели ДАРа эффект Бартини был выражен в приросте тяги винтов в 25—30 %.
Этот же эффект через несколько десятилетий другие конструкторы применяли для повышения эффективности пропеллеров и силовых установок и при создании самолетов вертикального взлёта и посадки.